# Steven Bochco
Steven Bochco (New York, 16 dicembre 1943 – Los Angeles, 1º aprile 2018) è stato un autore televisivo, sceneggiatore e produttore statunitense.
Tra le sue creazioni televisive si elencano Hill Street giorno e notte, Avvocati a Los Angeles, NYPD - New York Police Department e Murder in the First.

## Biografia
Bochco nasce nella città di New York da una madre pittrice e padre violinista di origini serbe (il cognome d'origine è Božović), ed è il fratello minore dell'attrice Joanna Frank. Studia a Manhattan presso la High School of Music and Art. Nel 1966 ottiene il diploma BFA in teatro.
Una delle prime esperienze nel campo viene svolta presso la Universal Studios, in qualità di autore per le serie Ironside e Colombo. Il successo arriva con la rete NBC grazie alla realizzazione della serie Hill Street giorno e notte, andata in onda dal 1981 al 1987, programma televisivo che vede Bochco nei panni di co-creatore, scrittore e produttore. Nel corso della sua esecuzione, la serie ottiene notevole successo e diverse nomination, per un totale di 98 Emmy Awards. Dopo il fallimento di Bay City Blues, il produttore passa alla 20th Century Fox. Da questa collaborazione nasce nel 1986 la serie tv Avvocati a Los Angeles, andata in onda fino al 1994. Dopo una breve pausa, Bochco riprende il suo lavoro con la creazione della serie poliziesca che cambia alcune regole del linguaggio televisivo. Dal 1993 al 2005 vanno in onda le dodici stagioni di NYPD - New York Police Department, con un approccio profondamente realista.
Nel 2005 Steven Bochco è alla guida di un nuovo progetto per Una donna alla Casa Bianca. Tuttavia, a causa di alcune divergenze con la produzione della ABC, il programma è annullato. 
Nel 2007 annuncia il suo nuovo programma per la TNT: una serie televisiva basata sul mondo giudiziario, dal titolo Avvocati a New York  e in collaborazione con David Feige, scrittore e avvocato. Andato in onda negli Stati Uniti la prima volta nel novembre del 2008, il programma viene annullato alla fine della seconda stagione, poiché secondo il network americano non è stato raggiunto il numero di spettatori sufficiente a far proseguire la sceneggiatura.

### Vita privata
Il produttore sposa nel 1969 l'attrice Barbara Bosson, dalla quale ha due figli. Nel 1997 i due divorziano e Steven Bochco si unisce in seconde nozze con Dayana Kalins. Il figlio avuto dalla prima moglie, Jesse Bochco,  è un produttore e regista. Ha infatti lavorato nelle serie NYPD - New York Police Department e Avvocati a New York. Steven Bochco è morto all'età di 74 anni nella sua casa di Los Angeles, il giorno di Pasqua del 2018, a causa di una leucemia con la quale conviveva da tempo.

## Riconoscimenti

### Award
- 1981 Migliore serie tv drammatica per Hill Street giorno e notte
- 1981 Migliore sceneggiatura serie tv drammatica per Hill Street giorno e notte, "Hill Street Station" (primo episodio)
- 1982 Migliore serie tv drammatica per Hill Street giorno e nottes
- 1982 Migliore sceneggiatura serie tv drammatica per Hill Street giorno e notte, "Freedom's Last Stand"
- 1983 Migliore serie tv drammatica per Hill Street giorno e notte
- 1984 Migliore serie tv drammatica per Hill Street giorno e notte
- 1987 Migliore serie tv drammatica per Avvocati a Los Angeles
- 1987 Migliore sceneggiatura serie tv drammatica per Avvocati a Los Angeles, "The Venus Butterfly"
- 1989 Migliore serie tv drammatica per Avvocati a Los Angeles
- 1995 Migliore serie tv drammatica per NYPD – New York Police Department

### Humanitas Prize
- 1981 Premio Categoria 60-minuti, per Hill Street giorno e notte
- 1999 Premio Categoria 90-minuti, per NYPD – New York Police Department

### Edgar Awards
- 1982 Miglior copione televisivo per l'episodio nella serie tv Hill Street giorno e notte, per Hill Street Station
- 1995 Miglior copione televisivo per l'episodio nella serie tv NYPD – New York Police Department, per Simone Says (Il nuovo detective)

### Directors Guild of America
- 1999 Diversity Award

### Writers Guild of America
- 1994 Laurel Award per il TV Writing Achievement

## Filmografia

### Sceneggiatore

#### Cinema
- Tutti cadranno in trappola (The Counterfeit Killer), regia di Joseph Lejtes (1968)
- 2002: la seconda odissea (Silent Running), regia di Douglas Trumbull (1972)

#### Televisione
- Reporter alla ribalta (The Name of the Game) – serie TV, 4 episodi (1969-1970)
- La moglie del tenente (Lieutenant Schuster's Wife), regia di David Lowell Rich - film TV (1972)
- I nuovi medici (The Bold Ones: The New Doctors) – serie TV, 45 episodi (1969-1973)
- Griff – serie TV, episodi 1x2 (1973)
- Doppia indennità (Double Indemnity), regia di Jack Smight – film TV (1973)
- L'uomo invisibile (The Invisible Man) – serie TV, 13 episodi (1975-1976)
- Richie Brockelman: The Missing 24 Hours, regia di Hy Averback – film TV (1976)
- Gemini Man – miniserie TV, 4 episodi (1976)
- Riding with Death, regia di Alan J. Levi e Don McDougall – film TV (1976)
- Delvecchio – serie TV, 8 episodi (1976-1977)
- McMillan e signora (McMillan & Wife) – serie TV, episodi 4x4-6x4-6x5 (1974-1977)
- Richie Brockelman, Private Eye – serie TV, 5 episodi (1978)
- Operating Room, regia di Bruce Paltrow – film TV (1978)
- Time Out (The White Shadow) – serie TV, episodi 1x5 (1979)
- Turnabout – miniserie TV, 7 episodi (1979)
- Vampire, regia di E.W. Swackhamer – film TV (1979)
- Paris – serie TV, 13 episodi (1979-1980)
- Bay City Blues – serie TV, 8 episodi (1983-1984)
- Ai confini della realtà (The Twilight Zone) – serie TV, episodi 1x17 (1986)
- Avvocati a New York – serie TV, 25 episodi (2008-2009)
- Happy Ending (2009) Episodio TV (creatore)
- Maybe, Baby (2009) Episodio TV (creatore)
- Una donna alla Casa Bianca (Commander in Chief)  – serie TV, 5 episodi (2005-2006)
- Over There (1 episodio, 2005)
- Blind Justice - Gli occhi della legge (1 episodio, 2005)
- NYPD - New York Police Department (260 episodi, 1993-2005)
- NYPD 2069 (2004) (TV) (sceneggiatore)
- Avvocati a Los Angeles The Movie (2002) (TV) (television series)
- Philly (4 episodi, 2001-2002)
- City of Angels (2 episodi, 2000)
- Brooklyn South (10 episodi, 1997-1998)
- Total Security (1997) Serie TV (episodi sconosciuti)
- Murder One – serie TV, 41 episodi (1995-1997)
- Murder One: Diary of a Serial Killer (1997) TV mini-series (sceneggiatore)
- Capitol Critters (13 episodi, 1992-1995)
- Avvocati a Los Angeles (171 episodi, 1986-1994)
- Doogie Howser, M.D. (97 episodi, 1989-1993)
- Cop Rock (11 episodi, 1990)
- Colombo (7 episodi, 1971-1990)
- Hooperman (11 episodi, 1987-1988)
- Hill Street giorno e notte – serie TV, 86 episodi (1981-1987)

### Produttore
- Avvocati a New York (produttore esecutivo) (14 episodi, 2008-2009)
- Una donna alla Casa Bianca (produttore esecutivo) (2 episodi, 2005-2006)
- Hollis & Rae (2006) (TV) (produttore esecutivo)
- Over There (2005) Serie TV (produttore esecutivo) (episodi sconosciuti)
- Blind Justice (2005) Serie TV (produttore esecutivo) (episodi sconosciuti)
- NYPD - New York Police Department (produttore esecutivo) (261 episodi, 1993-2005)
- NYPD 2069 (2004) (TV) (produttore)
- Philly (2001) Serie TV (produttore esecutivo) (episodi sconosciuti)
- City of Angels (2000) Serie TV (produttore esecutivo) (episodi sconosciuti)
- Total Security (1997) Serie TV (produttore esecutivo) (episodi sconosciuti)
- Brooklyn South (1997) Serie TV (produttore esecutivo) (episodi sconosciuti)
- Murder One (produttore esecutivo) (41 episodi, 1995-1997)
- Murder One: Diary of a Serial Killer (1997) TV mini-series (produttore esecutivo)
- Public Morals (1996) Serie TV (produttore esecutivo) (episodi sconosciuti)
- The Byrds of Paradise (1994) Serie TV (produttore) (episodi sconosciuti)
- Avvocati a Los Angeles (produttore esecutivo) (74 episodi, 1986-1992)
- Capitol Critters (1992) Serie TV (produttore) (episodi sconosciuti)
- Civil Wars (1991) Serie TV (produttore esecutivo) (episodi sconosciuti) (produttore) (episodi sconosciuti)
- Doogie Howser, M.D. (produttore esecutivo) (51 episodi, 1989-1991)
- Cop Rock (1990) Serie TV (produttore) (episodi sconosciuti)
- Hooperman (produttore) (1 episodio, 1987)
- Hill Street giorno e notte (produttore esecutivo) (73 episodi, 1981-1985)
- Bay City Blues (1983) Serie TV (produttore) (episodi sconosciuti)
- Every Stray Dog and Kid (1981) (TV) (produttore esecutivo)
- Vampire (1979) (TV) (produttore esecutivo)
- Paris (1979) Serie TV (produttore esecutivo) (episodi sconosciuti)
- Operating Room (1978) (TV) (coproduttore esecutivo)
- Richie Brockelman, Private Eye (produttore esecutivo) (6 episodi, 1978)
- Delvecchio (coproduttore) (1 episodio, 1976) (produttore) (1 episodio, 1977)
- Richie Brockelman: The Missing 24 Hours (1976) (TV) (produttore esecutivo)
- The Invisible Man (produttore) (1 episodio, 1975)
- Griff (1973) Serie TV (produttore) (episodi sconosciuti)
- Lieutenant Schuster's Wife (1972) (TV) (produttore)
- Banacek (produttore associato) (1 episodio, 1972)